# Сопот (община Куманово)
Вижте пояснителната страница за други значения на Сопот.
Сопот (на македонска литературна норма: Сопот; на албански: Sopoti) е село в Северна Македония, в община Куманово.

## География
Селото е разположено в котловината Жеглигово северно от общинския център Куманово в западното подножие на планината Руен.

## История
В края на XIX век Сопот е предимно албанско село в Кумановска каза на Османската империя. Според статистиката на Васил Кънчов („Македония. Етнография и статистика“) от 1900 година Сопот е село, населявано от 150 жители арнаути мохамедани.
В 1910 година селото пострадва при обезоръжителната акция.
В 1994 година жителите на селото са 353, от които 333 албанци и 20 сърби. Според преброяването от 2002 година селото има 318 жители.
| Националност     | Всичко |
| северномакедонци | 2      |
| албанци          | 306    |
| турци            | 0      |
| роми             | 0      |
| власи            | 0      |
| сърби            | 6      |
| бошняци          | 1      |
| други            | 3      |

## Личности
Родени в Сопот
- Иван Дуйков (1866 - ?), български общественик, в 1889 година завършва с първия випуск педагогическите курсове на Солунската българска мъжка гимназия[4]
- поп Коста Сопотски, български възрожденец, деец на Кумановската българска община[5]
- Стоян Ников, български революционер, деец на ВМОРО, действал в 1915 година в източната част на Вардарска Македония с чета, вероятно под командването на Иван Бърльо[6]
- Тодор Стойчев Сопотски (1885 – 1944), войвода на ВМРО